# John Granville (diplomate)
Pour les articles homonymes, voir John Granville et Granville (homonymie).
John M. Granville (25 septembre 1974 – 1er janvier 2008) était un diplomate américain qui travaillait au Soudan du Sud. Le 1er janvier 2008, il fut abattu à Khartoum (Soudan).